# Щур піренейський

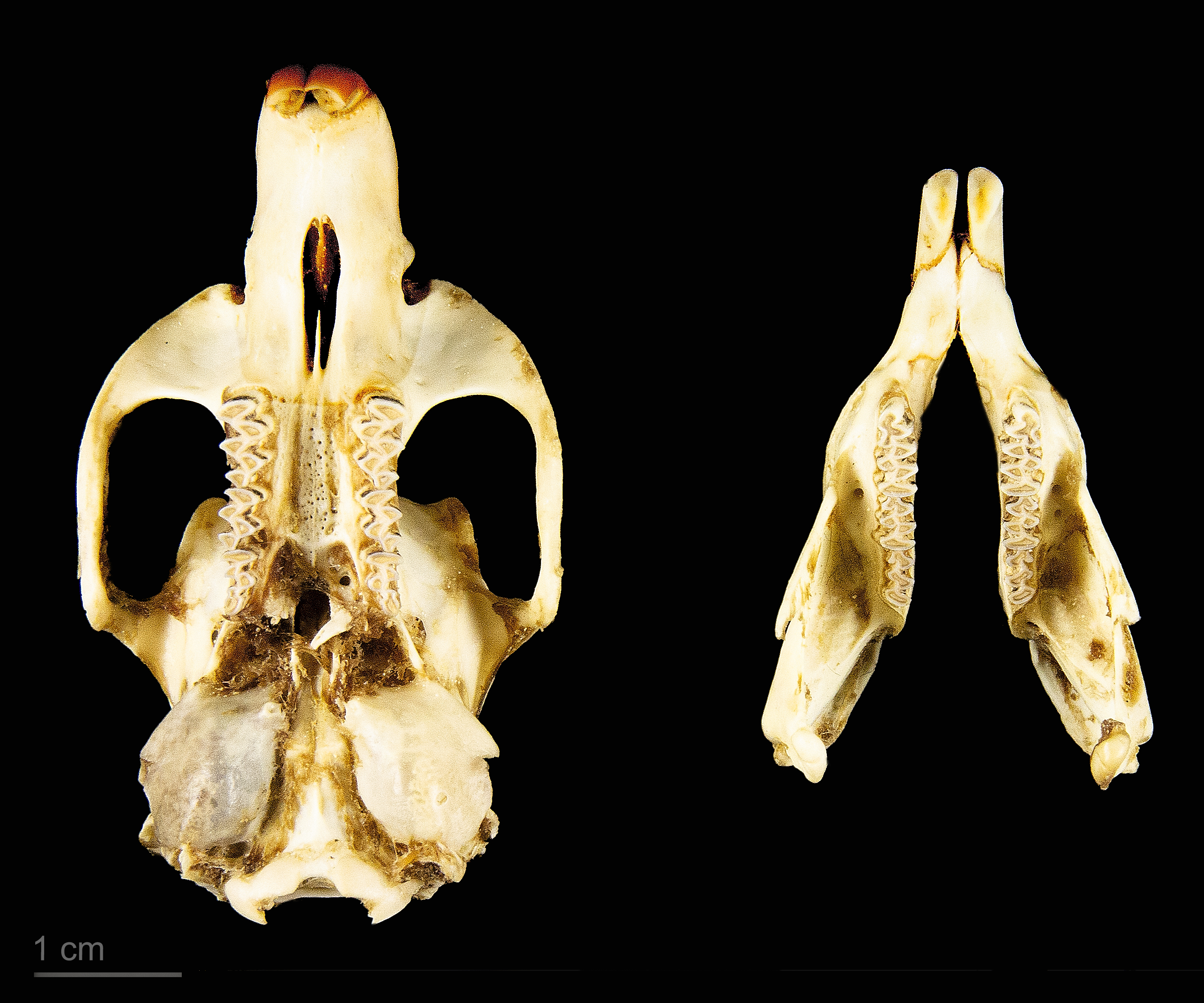
Arvicola sapidus - Тулузький музей

Arvicola sapidus (Щур південнозахідний) — вид гризунів роду Щур (Arvicola) з родини хом'якові (Cricetidae).

## Підвиди
Є два підвиди: Arvicola sapidus sapidus (Miller, 1908) та Arvicola sapidus tenebricus (Miller, 1908). A. s. tenebricus. Живе у Франції та північній Іспанії, хутро від темно- до червонувато-брунатного. A. s. sapidus поширений в Португалії й на півдні Іспанії, хутро, як правило, світліше і більш жовтувате.

## Поширення
Живе тільки в прісноводних середовищах існування в деяких частинах Франції, Іспанії та Португалії, де він знаходиться від рівня моря до максимуму близько 2300 м в Піренеях. Мешкає в прісноводних озерах, ставках, повільних річках і струмках з густою прибережною рослинністю.

## Морфологія
Він важить від 150 до 280 грамів і має маленькі вуха. Його тіло довжиною від 16 до 23 см, хвіст довжиною 12 см в середньому.

## Поведінка
Його раціон складається в основному з водних рослин, трави, хоча іноді ловить невелику здобич (комах, риб, пуголовків, прісноводних креветок). Нори, як правило, мають два входи: один первинний вхід над рівнем води, а другий — підводний. Здебільшого активний протягом дня, з двома піками активності: пізнім ранком і на початку дня, є також деяка нічна активність. Активний протягом усього року, без періоду сплячки.

## Відтворення
Розмноження відбувається з березня по жовтень. Є від 3 до 4 приплодів, народжується від 2 до 8 дитинчат за раз. Період вагітності становить 3 тижні. Статева зрілість настає у віці 5 тижнів, тривалість життя від 2 до 4 років.